# Собор Святого Иосифа (Тяньцзинь)

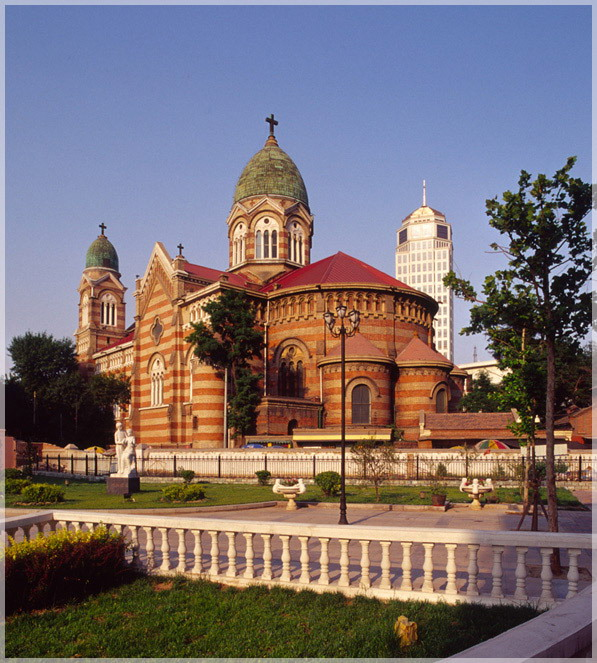
Собор святого Иосифа, Тяньцзинь, Китай

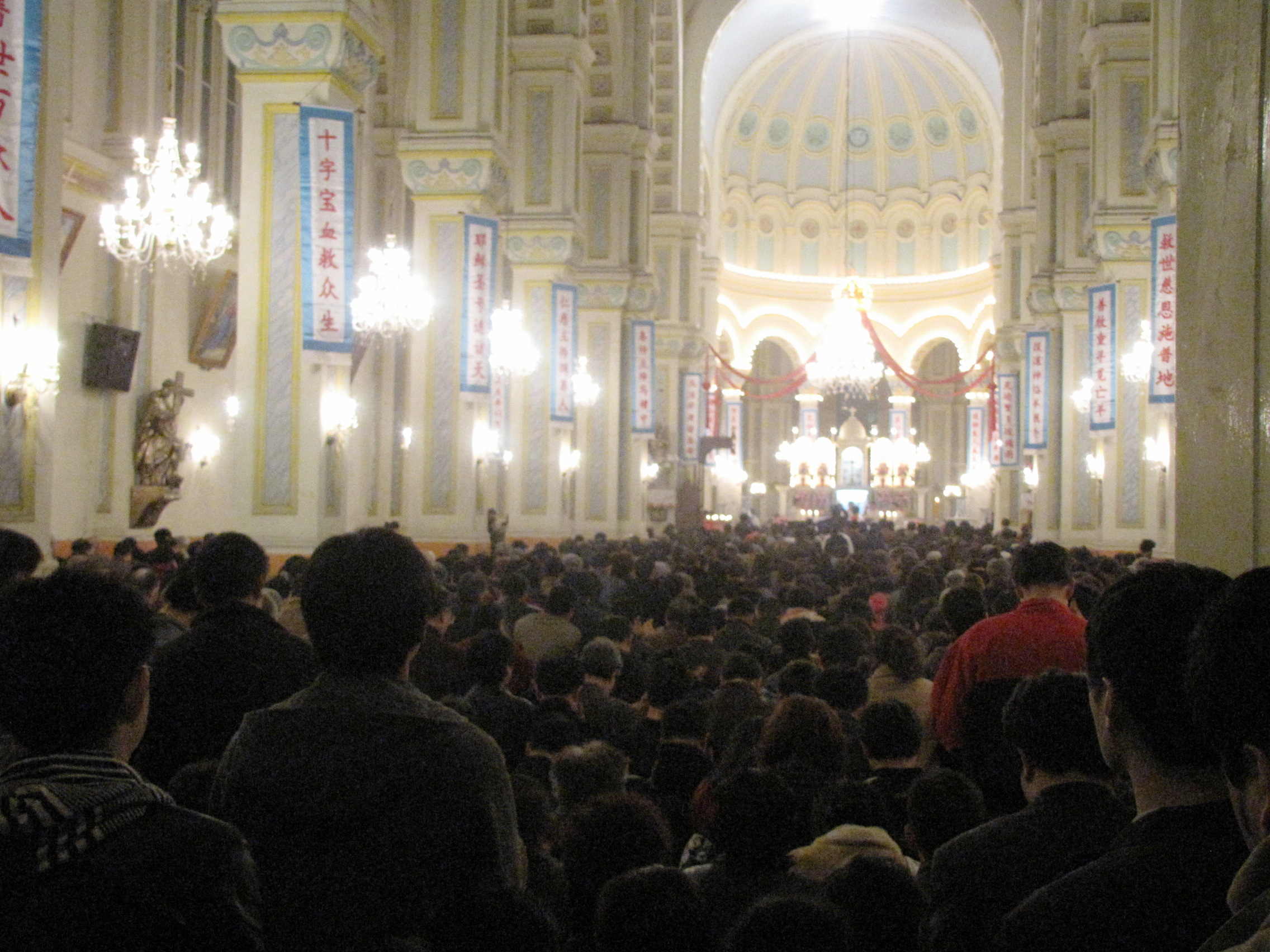
Интерьер собора святого Иосифа

Собор Святого Иосифа (кит. 西开教堂) — католическая церковь, находящаяся в городе Тяньцзинь, Китай. Известна также как Западная церковь. Церковь святого Иосифа является кафедральным собором епархии Тяньцзиня. В 1991 году собор святого Иосифа был внесён в список охраняемых памятников Тяньцзиня.

## История
27 апреля 1912 года в городе Тяньцзинь Святым Престолом был образован апостольский викариат Прибрежного Чжили. Кафедральным собором апостольского викариат Прибрежного Чжили стала церковь Пресвятой Девы Марии Победительницы в Тяньцзине.
Строительство церкви святого Иосифа было начато епископом  Поль-Мари Дюмоном в 1913 году на территории французской концессии. В 1926 году строительство храма завершилось и кафедра епископа была переведена в церковь святого Иосифа. При соборе были открыты начальная школа и больница.
23 августа 1966 года церковь святого Иосифа подверглась нападению хунвэйбинов, которые разрушили три башни храма вместе с крестом. В 1976 году церковь сильно пострадала от Таншаньского землетрясения. В 1979 началось восстановление храма, которое завершилось осенью 1980 года.
В 1991 году собор святого Иосифа был внесён в список охраняемых памятников Тяньцзиня.